# Ondava
El Ondava es un río de 146,5 km de largo en Eslovaquia, la fuente septentrional del río Bodrog. Surge en los Beskides bajos (montes Cárpatos orientales), cerca del pueblo de Nižná Polianka, cerca de la frontera con Polonia. El Ondava fluye hacia el sur a través de las ciudades de Svidník, Stropkov y Trhovište. Cerca del pueblo de Cejkov, el Ondava se une con el Latorica y forme el río Bodrog, en sí mismo un afluente del Tisza. El río Ondava está regulado en un 44 %.

## Afluentes
- Principales afluentes por la izquierda: Mirošovec, Ladomírka, Chotčianka, Brusnička, Oľka y Ondavka.[2]
- Principal afluente por la derecha: río Topľa.[2]
  - Afluentes menores por la derecha: Olšavanka y Trnávka.[2]